# ペロ・ブラシュコヴィッチ
ペロ・ブラシュコヴィッチ（Pero Blašković；1883年 - 1945年）は、クロアチアの軍人。
クロアチア独立国建国と共に、クロアチア軍（ドモブラン）に入隊。1941年4月、ボスニア師団区（本部：サラエヴォ、第7歩兵連隊（サラエヴォ）、第8歩兵連隊（トゥズラ）、第9歩兵連隊（トラヴニク））司令官に任命。師団区内では、セルビア人虐殺を認めなかったため、ウスタシャと対立した。
1941年8月に退役させられ、反ウスタシャ派となり、ドイツとの関係断絶、クロアチア独立国の連合軍側への寝返りを支持した。1944年、ヴォキッチ・ロルコヴィッチ事件でウスタシャにより逮捕。獄死。